# Pekan Kamis
Pekan Kamis is een bestuurslaag in het regentschap Indragiri Hilir van de provincie Riau, Indonesië. Pekan Kamis telt 1032 inwoners (volkstelling 2010).